# Municipio di Monza
Il Municipio di Monza si trova in Piazza Trento e Trieste (l'antico Pratum magnum medievale).

## Storia
Con evidente ricerca di effetti monumentali, il Palazzo comunale di Monza fu progettato nel contesto del primo "Piano particolareggiato di esecuzione per la sistemazione del Centro della Città", approvato nel 1925. Questo piano urbanistico, coerente con le istanze igienico‑sociali e funzionalistiche dell'urbanistica del primo Novecento, mirava a riqualificare il centro urbano attraverso la razionalizzazione della viabilità e la demolizione di edifici considerati insalubri o fatiscenti, in linea con analoghi interventi promossi in altre città lombarde come Milano e Bergamo.
L'area prescelta per la costruzione del nuovo palazzo civico si trovava nel settore settentrionale di piazza Trento e Trieste, all'epoca delimitata a nord dall'antica sede del Palazzo Durini e da un isolato degradato di costruzioni che si estendevano verso l'attuale piazza Carducci. La scelta di questa posizione era funzionale a creare un nuovo polo amministrativo in continuità con l'asse viario di corso Vittorio Emanuele e con il disegno urbano impostato dal piano regolatore.
Il progetto venne affidato ad Augusto Brusconi, architetto, professore ordinario presso il Politecnico di Milano e, all'epoca, soprintendente ai monumenti per le province lombarde. Brusconi fu incaricato di ideare un edificio capace di esprimere la nuova identità istituzionale del comune e al contempo integrarsi nel tessuto urbano trasformato. Il suo disegno, pur nella semplicità geometrica dei volumi, evidenzia una forte attenzione alla simmetria e all’asse prospettico centrale, elementi ricorrenti nell’architettura pubblica italiana tra gli anni '20 e '30, influenzata dal classicismo semplificato promosso dai regolamenti edilizi dell'epoca e favorito dall’ambiente politico‑culturale del Regno d'Italia.

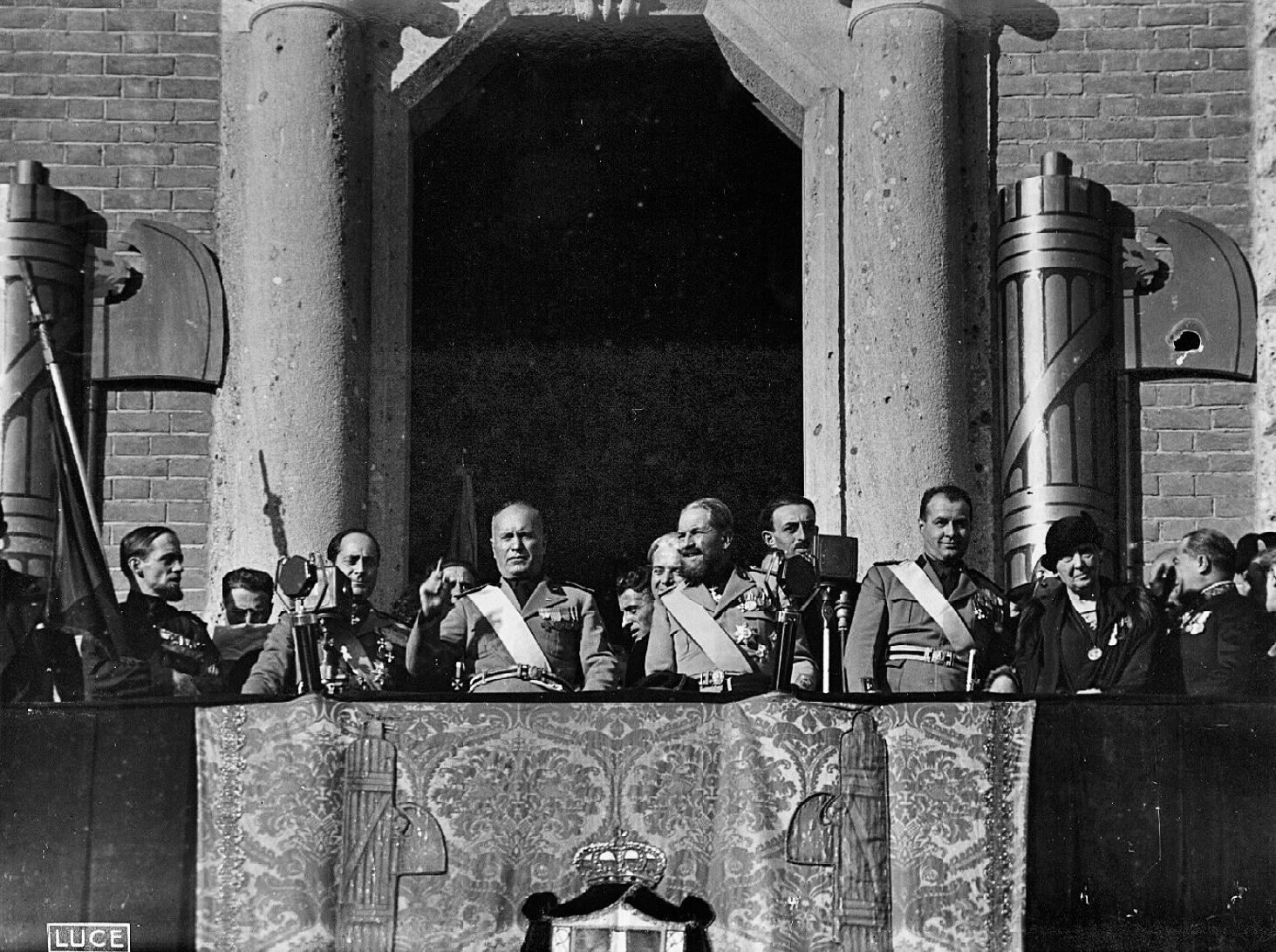
Benito Mussolini il 31 ottobre 1932 inaugura dal balcone del Municipio di Monza l'antistante Monumento ai Caduti

La prima fase dei lavori iniziò nel 1926, ma si interruppe nel 1929, lasciando incompleta la parte posteriore dell'edificio. La sospensione fu legata a motivazioni economiche e amministrative, comuni a molti cantieri pubblici dell'epoca. Solo nel 1932 si procedette alla demolizione degli edifici retrostanti, consentendo il proseguimento dei lavori. Nel 1935, l'ingegnere Giovanni Sacchi, stretto collaboratore del Brusconi, completò l'intervento aggiungendo un porticato lungo la facciata, elemento architettonico non presente nel progetto originario, ma coerente con il linguaggio monumentale e funzionale dell'intero complesso.
L'inaugurazione ufficiale dell'edificio avvenne nel 1937, segnando la definitiva affermazione del nuovo assetto monumentale della piazza, destinata a diventare il centro amministrativo e cerimoniale della città. Il palazzo, dotato di uno scalone monumentale, di ampi uffici e di una sala consiliare decorata, si configurava come simbolo della nuova autorità civica e della modernizzazione delle strutture municipali.

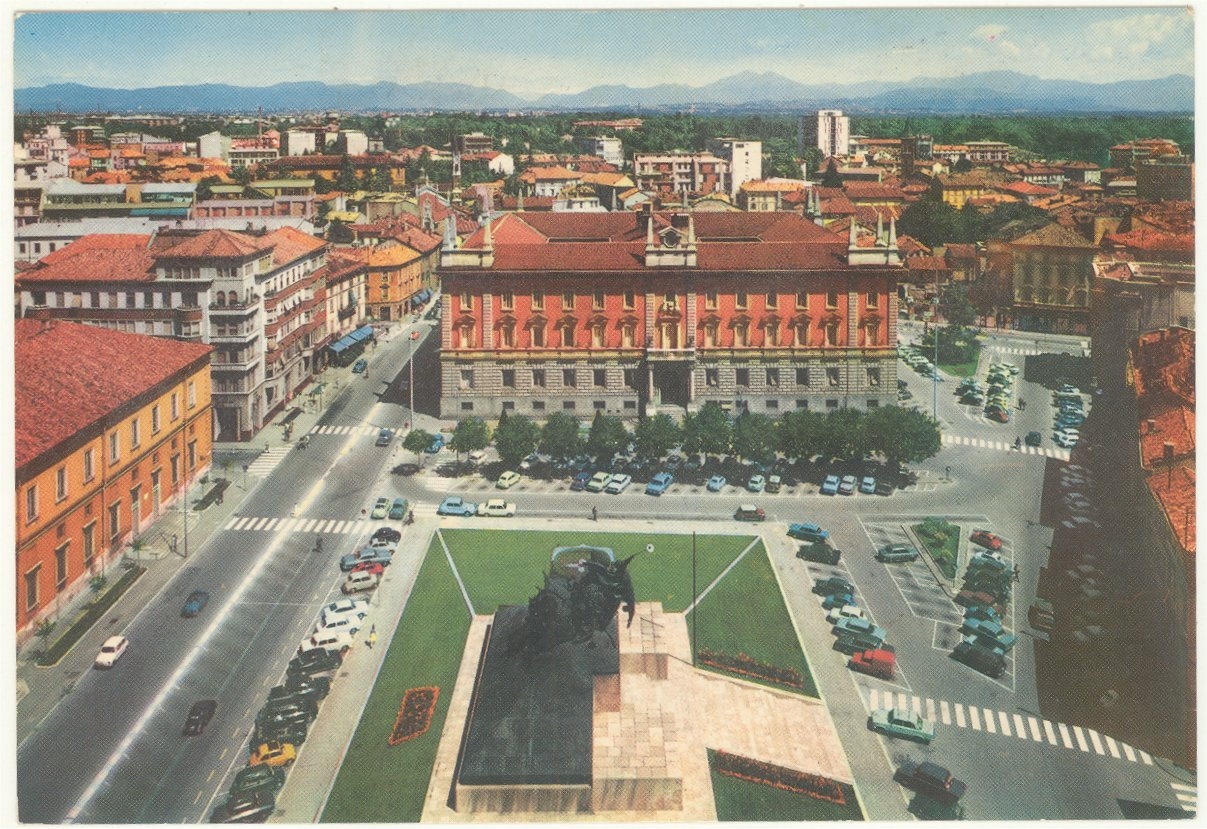
II Palazzo del Comune in una fotografia del 1986

Nel corso del XX secolo il palazzo ha ospitato in modo continuativo le funzioni principali del governo cittadino, subendo vari interventi di manutenzione e adeguamento alle nuove esigenze normative e tecnologiche. A partire dagli anni 2000, l'edificio è stato oggetto di piani di riqualificazione energetica e restauro conservativo volti a valorizzarne la funzione pubblica e la qualità architettonica, in coerenza con le politiche regionali di tutela del patrimonio storico e culturale.

## Architettura

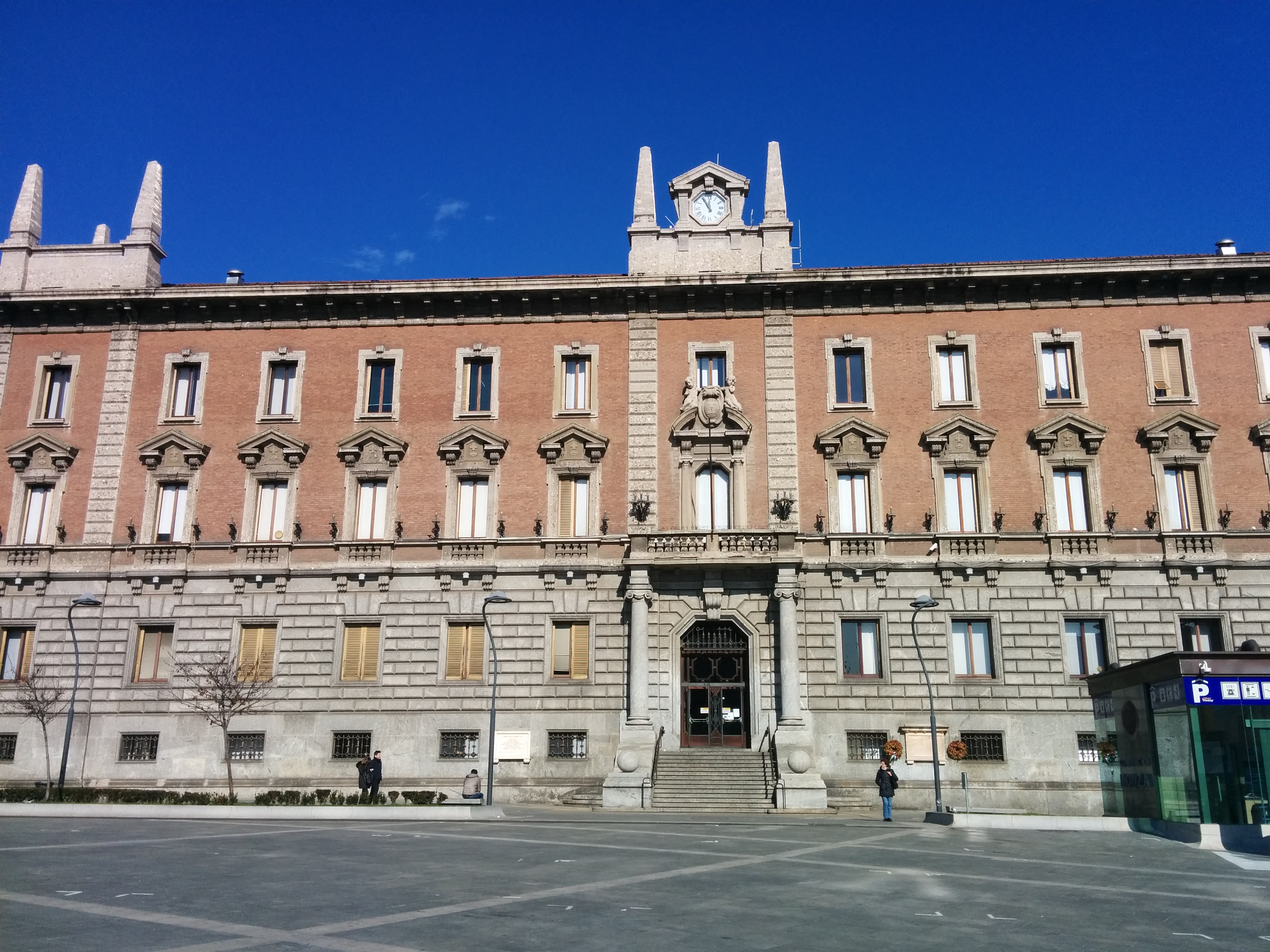
La facciata del Palazzo municipale di Monza

Il palazzo, progettato dall'architetto Augusto Brusconi, si presenta all'esterno come un unico imponente blocco, con due cortili all'interno e quattro facciate. Lungo tre lati è percorso da un alto zoccolo in granito; lungo il quarto lato, rivolto su piazza Carducci, presenta un alto porticato.
Le facciate sono rivestite al piano terra e al primo piano da un pesante bugnato, mentre i piani superiori sono rivestiti in mattoni a vista. Le finestre del secondo piano presentano cornici sovrastate da timpani e finte balconature, mentre un imponente balcone centrale sovrasta l'ingresso sul lato di piazza Trento e Trieste, da cui si accede mediante un altrettanto imponente scalone in granito.
Nella sala di rappresentanza del Municipio è esposto un esemplare della celebre incisione longhiana dello Sposalizio della Vergine di Raffaello.